# Geistown
Geistown est un borough situé au sud-ouest du comté de Cambria, en banlieue de Johnstown, en Pennsylvanie, aux États-Unis,. En 2010, il comptait une population de 2 467 habitants. Il est incorporé en 1930.

## Démographie
Lors du recensement de 2010, le borough comptait une population de 2 467 habitants. Elle est estimée, le 1er juillet 2019, à 2 340 habitants.

### Source de la traduction
- (en) Cet article est partiellement ou en totalité issu de l’article de Wikipédia en anglais intitulé « Geistown, Pennsylvania » (voir la liste des auteurs).